# Анастасія Куницька
Анастасія Куницька (біл. Анастасія Куніцкая; нар. 22 січня 1989) — білоруська футболістка, захисниця.

## Клубна кар'єра
З 2010 по 2015 роки виступала на батьківщині за «Бобруйчанку», де провела 96 матчів у жіночій Вищій лізі та відзначилася одним голом. За вище вказаний період зіграла в 23 матчі (2 голи) у національному кубку, два матчі Суперкубку і зіграла три поєдинки в жіночому чемпіонаті. У 2016 та 2017 роках виступала за ФК «Зірка-БДУ» (Мінськ), де відзначилася одним голом у 30 матчах чемпіонату. Брала участь у шести поєдинках Кубку, в одному матчі Суперкубку та трьох матчах жіночого чемпіонату. Напередодні старту сезону 2018 року повернулася до «Бобруйчанки». Відзначилася одним голом у 32 матчах чемпіонату та зіграла в п'яти матчах національного кубку. 
На початку жовтня 2019 року переїхала до Туреччини, де приєдналася до клубу Першої ліги «Аташехір Беледієспор». У футболці столичного клубу провела 3 поєдинки. В травні 2021 року отримала травму ахіллесового сухожилля і пропустила ігри до грудня 2021 року. у 2022 році стала грати за клуб суперліги Хатайспор. Сезон 2022-2023 року розпочала в клубі суперліги «Kireçburnu». У 2023 році виступала за аматорський клуб Horozkent (місто Денізлі), який виступав у другій за силою лізі Туреччини.

## Кар'єра в збірній
У футболці національної збірної Білорусі виступала в кваліфікації жіночого чемпіонату Європи 2017 року, а також провела 1 поєдинок у кваліфікаційному раунді жіночого чемпіонату Європи 2021 року.